# Pakokku
Pakokku és una ciutat i municipi de Birmània capital del districte de Pakokku i del township de Pakokku. Està dividida en 15 barris i té una població de 80.000 habitants. Està situada a la riba dreta de l'Irauadi.
Fins al 1885 el seu accés pel riu estava tapat per un ban d'arena que va desaparèixer aquest any. El 1886 els britànics la van ocupar i hi van establir una posició civil junt a la qual es va establir una guarnició d'infanteria nativa en un fort d'estaques al nord del poble pescador existent. El 1887 la força militar fou augmentada i el 1888 fou declarada capital de districte sent retirats els soldats una vegada pacificat el país. El 1889 tenia uns cinc mil habitants (màxim vuit mil) i el 1891 eren ja 19.971, però després es va estancar i el 1901 eren 19.476, quasi tots birmans. Era centre de construcció de barques grans especialment de transport. El 1887 es va formar la municipalitat.
Pakokku disposa d'un aeroport amb codi IATA, PKK, i codi ICAO, VYPU.